# Seiko SA
Seiko SA var ett professionellt fotbollslag i Hongkong 1970–1986
Seiko fick sitt namn från sponsorföretaget Seiko Corporation. Laget grundades 1970 och spelade i Hongkongs tredjedivision. 1972 vann man andraligan som nyuppflyttade och tog sig till Hongkongs förstaliga. I förstaligan hade man en storhetstid då man tog hem ligan nio gånger. Man vann även Hong Kong FA Cup sex gånger, Hong Kong Senior Shield åtta gånger och Hong Kong Viceroy Cup sex gånger. 
Bland kända utländska spelare kan nämnas Arie Haan, Olli Isoaho, René van de Kerkhof, Dick Nanninga och Benny Wendt. 